# André-Jacques Garnerin

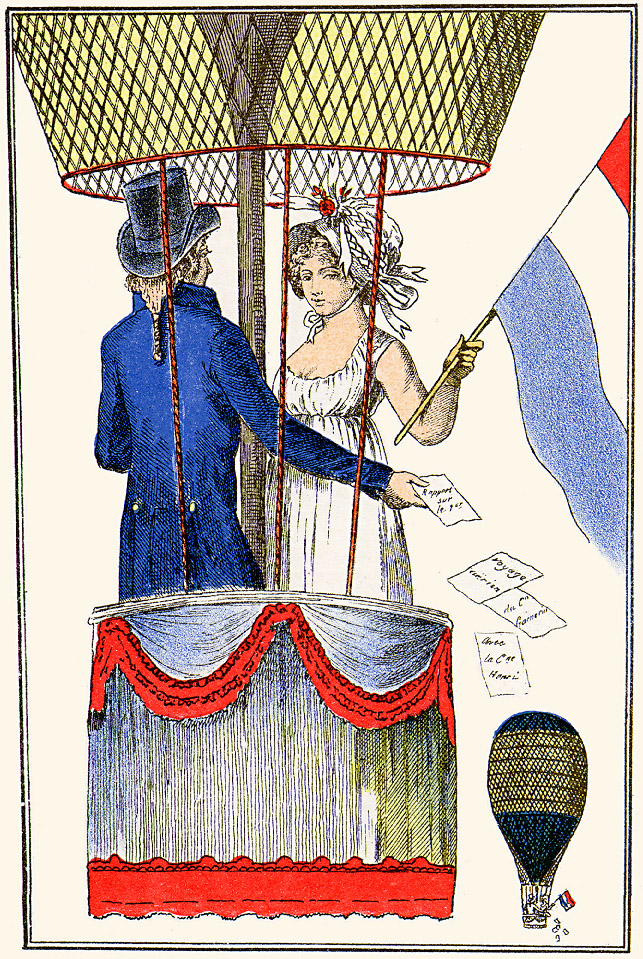
„Citoyen Garnerin“ unternimmt eine „voyage aérien“ mit „Citoyenne Henri“

André-Jacques Garnerin (* 31. Januar 1769 in Paris; † 18. August 1823 ebenda) war ein Luftfahrtpionier und der Erfinder des rahmenlosen Fallschirms. Er gilt neben Louis-Sébastien Lenormand als einer der ersten Menschen, denen nachweislich ein Fallschirmsprung gelungen ist. Seine Frau Jeanne-Geneviève Labrosse wurde 1799 die erste Fallschirmspringerin der Welt.

## Leben
Garnerin unternahm seine erste Ballonfahrt 1787 von Metz aus. Drei Jahre später hob er mit einem einfachen Heißluftballon ab. Während der Koalitionskriege wurde Garnerin beauftragt, Verhandlungen mit den Alliierten zu führen, die Frankreich von allen Seiten bedrohten. Da die französische Republik von ihren Feinden offiziell jedoch nicht anerkannt war, wurde er drei Jahre lang auf der Festung Buda gefangengehalten. Während seiner Gefangenschaft beschäftigte sich Garnerin damit, Fallschirme zu entwerfen, mit deren Hilfe er fliehen wollte.

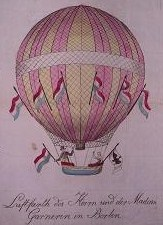
Garnerins Ballonaufstieg am 14. April 1803 in Berlin, zu Ehren des Königs von Preußen

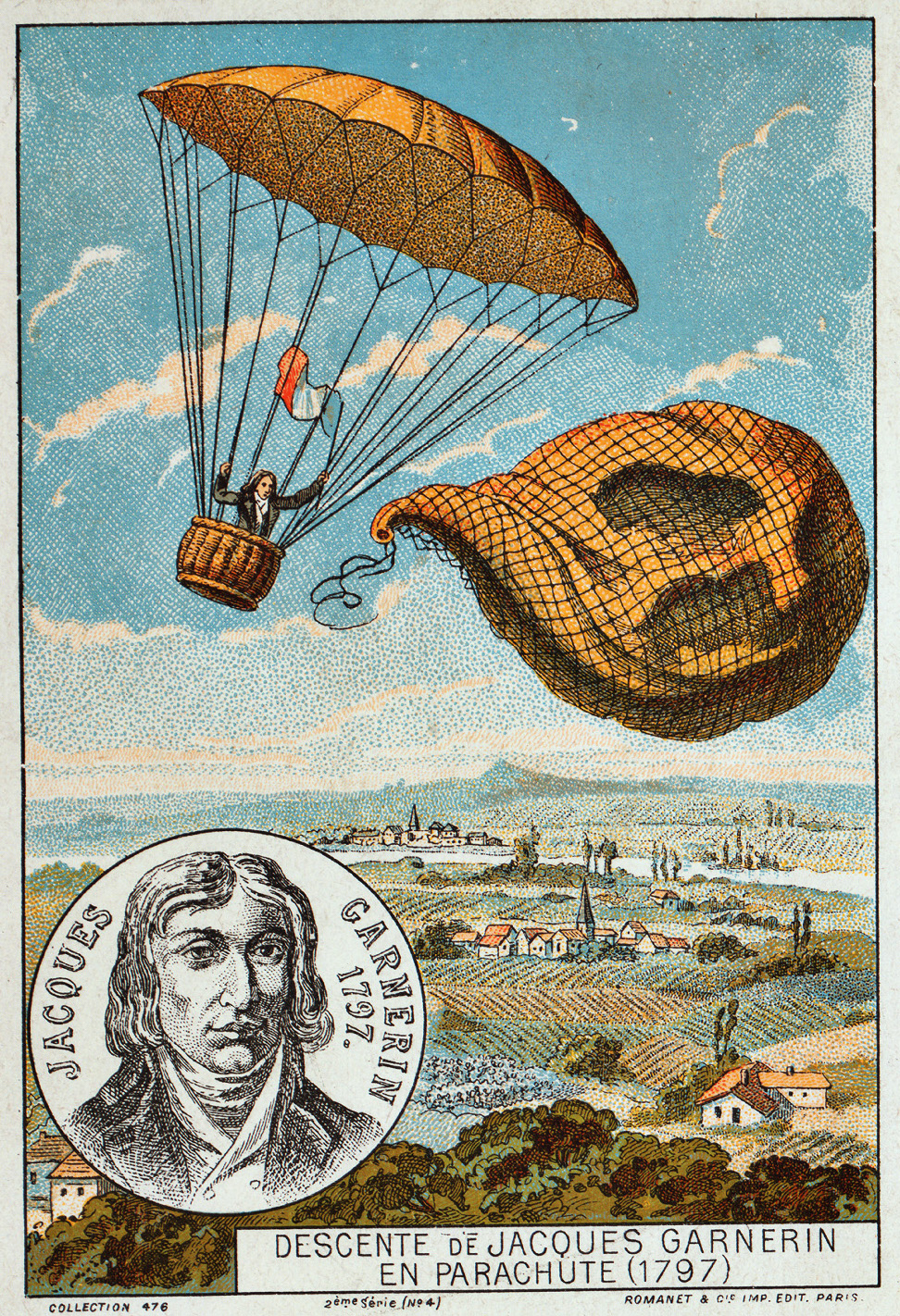
Fallschirmsprung von Jacques Garnerin 1797, Sammelkarte von ca. 1890

Am 22. Oktober 1797 sprang er als erster Mensch aus einem Ballonkorb über dem Parc Monceau in Paris mit einem Fallschirm ab. Da sich am Scheitel seines Fallschirms keine Öffnung befand, strömte die verdichtete Luft über den Rand des Schirms und verursachte gefährliche, starke Pendelbewegungen. Nach dem Sprung aus einer Höhe von 400 m landete er vor einer ihn bewundernden Menschenmenge und wurde im Triumph in die Stadt gebracht. Auf Anregung des Astronomen Jérôme Lalande brachte Garnerin fünf Jahre später eine Scheitelöffnung am Fallschirm an.
Christian Friedrich August Reinhardt (1742–1814, Sohn von August Wilhelm Reinhart), Hof- und Justiz-Rat beim König in Dresden, konnte während einer Reise nach Berlin den Aufstieg des Ehepaares Garnerin am 14. April 1803 mitverfolgen. Es war ein Schauspiel zu Ehren König Friedrich Wilhelms III. von Preußen und dessen Gemahlin Königin Luise.
Am 3. und 4. Oktober 1803 überwand Garnerin mit dem Ballon eine Entfernung von 300 km zwischen Moskau und Polova. Eine 395 km lange Ballonfahrt zwischen Paris und Clausen bei Pirmasens absolvierte er am 22. und 23. November 1807. Die unvorhergesehene Notlandung machte der Ballon- und Fallschirmpionier, als er merkte, dass seine Fernfahrt von Paris in die Schweiz zu einer Irrfahrt geworden war. Bei der Notlandung wurde seine Gondel leicht beschädigt. Ballonhülle und Gondel wurden von Clausen aus mittels Pferdefuhrwerk nach Zweibrücken verbracht. Von dort aus trat Garnerin mitsamt seinen Gerätschaften mit der Postkutsche die Heimreise nach Paris an.
Garnerin starb im Jahr 1823 beim Befüllen eines Ballons in Paris durch einen Unfall, er wurde von einem Balken erschlagen. Ihm zu Ehren trägt seit 1960 der Garnerin Point, eine Landspitze in der Antarktis, seinen Namen.